# Валмон, Эндрю
Эндрю Орландо Валмон (англ. Andrew Orlando Valmon; 1 января 1965, Томс-Ривер) — американский легкоатлет, спринтер, специализировавшийся в эстафетном беге 4×400 метров, двукратный олимпийский чемпион, обладатель мирового рекорда в эстафетном беге 4×400 метров.

## Биография
На чемпионате мира по легкой атлетики в помещении (1991 год), Эндрю выиграл серебряную медаль в эстафетном беге 4×400 метров.
В 1992 году он выиграл золотую медаль в эстафетном беге 4×400 метров на Олимпийских играх в Барселоне. В том же году Эндрю Валмон установил свой личный рекорд на 400 м. — 44,28 сек.
В 1993 году на чемпионате мира по легкой атлетики в Штутгарте на стадионе Мерседес-Бенц-Арена команда США,  в которую помимо Валмона вошли Куинси Уоттс, Батч Рейнольдс, Майкл Джонсон, установила мировой рекорд в эстафетном беге 4×400 метров.
Настоящее время Эндрю Валмон работает тренером  в Университете штата Мэриленд. Женат на бегунье Мередит Рейни, также выступавшей на Олимпийских играх. Эндрю является членом братства Phi Beta Sigma.